# Karl Schott von Schottenstein
Karl Johann Sigmund Freiherr Schott von Schottenstein (* 21. Juli 1792 in Hohenaltheim bei Nördlingen; † 15. Juni 1882 in Stuttgart) war königlich-württembergischer Regierungspräsident und Landtagsabgeordneter.

## Familie
Karl Schott von Schottenstein war der Sohn des Oberjägermeisters Johann Sigmund Schott von Schottenstein (1747–1799) und der Albertine Wilhelmine Karoline Freiin von Heßberg († 1829). Er heiratete 1819 Adelheit Freiin Brand von Lindau (* 14. Juni 1796; † 8. März 1830), mit ihr hatte er vier Kinder:
- Karl Albrecht Dietrich Robert (* 14. November 1820; † 2. Juli 1862) ⚭ 1856 Marie Henriette Amalie von Minckwitz (* 16. Oktober 1832; † 19. Juli 1877)
- Eduard Bernhard Ludwig Johann (* 20. Februar 1822; † 3. April 1897) ⚭ 1851 Franziska de Paula Wilhelmine Guionneau des Marets (* 9. Dezember 1826; † 7. März 1900), Schwester von Karl August von Guionneau
- Adelheit (* 6. Juni 1826; † 1898), ⚭ 1849 Ferdinand von Dusch (1819–1889), ihr Sohn Alexander von Dusch war badischer Staatsminister
- Friedrich Ludwig (* 27. April 1829; † 26. September 1857) ⚭ 1856 Freiin Anna Varnbüler von und zu Hemmingen (* 16. Juli 1836) (Wiederverheiratet 1860 mit Cäsar von Hofacker († 12. Mai 1896)), Tochter des Ministers Karl von Varnbüler

In zweiter Ehe war er seit 1834 mit Luise Jakobine Friederike von Vischer (* 31. Oktober 1803; † 26. November 1849) verwitwete von Grundherr verheiratet, mit der er einen Sohn, Max, hatte.

## Leben
Von 1810 bis 1813 studierte er Rechtswissenschaften in Tübingen. Er wurde königlich württembergischer Kammerherr, dann Regierungsrat und später Regierungspräsident mit der Amtsbezeichnung Regierungsdirektor bei der Regierung des Donaukreises in Ulm. Karl Schott von Schottenstein wurde auf dem Pragfriedhof in Stuttgart bestattet. 

## Politik
1838 wurde er im Wahlkreis Saulgau in den württembergischen Landtag gewählt. Er übte das Mandat fünf Jahre aus, bei der Wahl 1844 unterlag er Alois Wüst. 

## Ehrungen
- 1853: Kommenturkreuz des Ordens der Württembergischen Krone[2]
- 1860: Kommenturkreuz 1. Klasse des Friedrichs-Ordens
- 1863: Ehrenbürger der Stadt Ulm
- "Exzellenz"